# Знаменовка (Александровский район)
Знаменовка (укр. Знаменівка) — село в Александровской поселковой общине Краматорского района Донецкой области Украины.

## Общие сведения
Население по переписи 2001 года составляло 158 человек. Почтовый индекс — 84063. Телефонный код — 6269.